# Danza balinesa

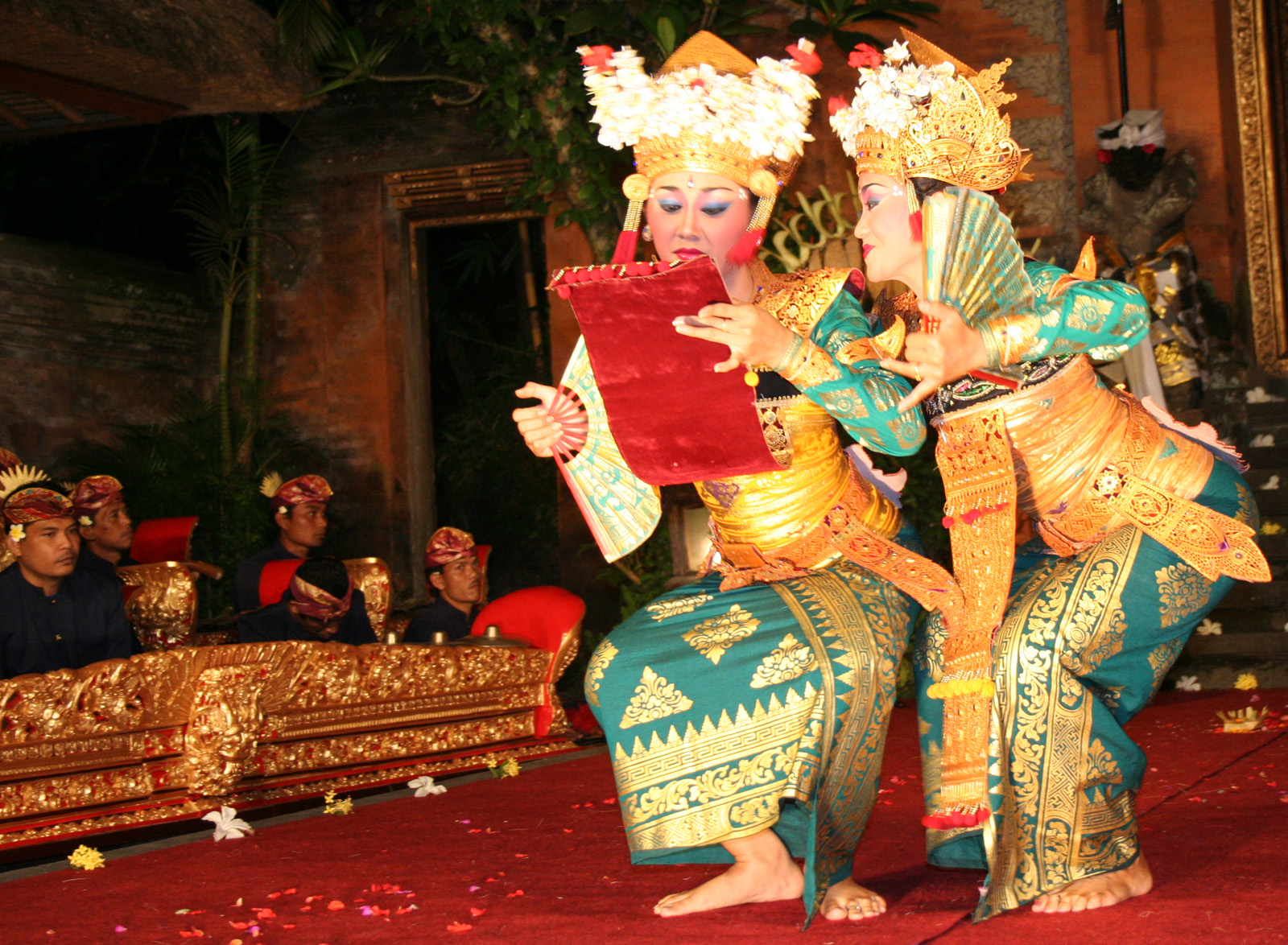
Dos bailarinas balinesas realizan una danza con escena de despedida.

Las danzas balinesas son una serie de danzas tradicionales muy antiguas, que son parte de la expresión religiosa y artística entre los balineses de la isla de Bali, Indonesia. La danza balinesa es dinámica, angular e intensamente expresiva. Las bailarinas balinesas expresan diversas historias a través de los gestos corporales, incluyendo gestos con los dedos, las manos, la cabeza y los ojos.
Existe una gran riqueza de formas de danza y estilos en Bali; y particularmente notables son los dramas de danza rituales que implican a Rangda, la bruja, y la gran bestia Barong. La mayoría de los bailes en Bali están conectados a los rituales hindúes, como la danza sagrada Sanghyang Dedari para invocar a los espíritus hyang que creían poseer los bailarines en estado de trance durante la actuación. Otras danzas balinesas no están vinculados a los rituales religiosos y fueron crearon para ciertos fines, como la danza de bienvenida Pendet y la danza Joged que tiene fines de entretenimiento.

## Significado

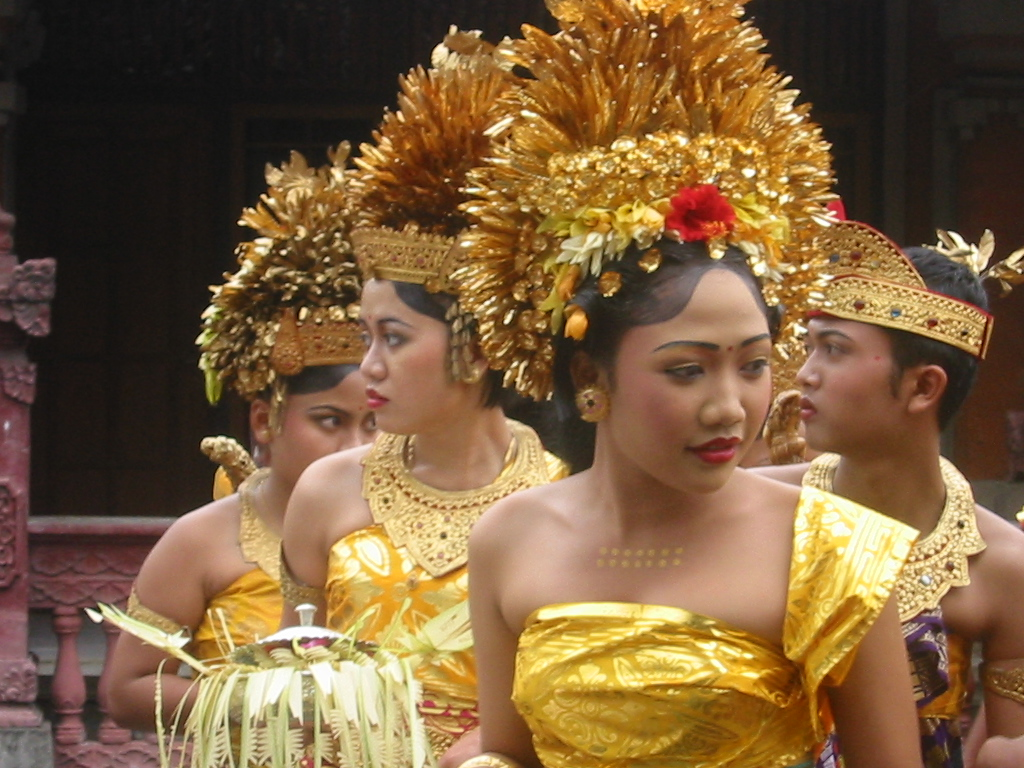
Las Danzas Balinesas reflejan la cultura de Bali y es una de las mejores formas de conocer la Cultura de la Isla de los Dioses.

En el hinduismo, la danza es un acompañamiento a la disolución perpetua y la reforma del mundo. El balance entre lo creativo y lo reproductivo a menudo se personifica como la esposa de Shiva, Durga, a veces llamada Umá, Parvati o Kali. Esto tiene importancia en el hinduismo balinés, ya que la figura común del Rangda es similar en muchos aspectos a Durga.

## Variantes
En Bali hay varias categorías de baile, incluyendo actuaciones épicas como el omnipresente Majabhárata y el Ramayana. Ciertas ceremonias en los templos de las aldeas cuentan con una actuación especial de una danza-drama, una batalla entre los personajes míticos Rangda, la bruja que representa el mal, y Barong, el león o dragón, que representa el bien.
Entre las tradiciones de la danza en Bali, las siguientes merecen mención especial:
- Barong
- Baris
- Cendrawasih
- Condong
- Legong
- Kecak

## Técnica

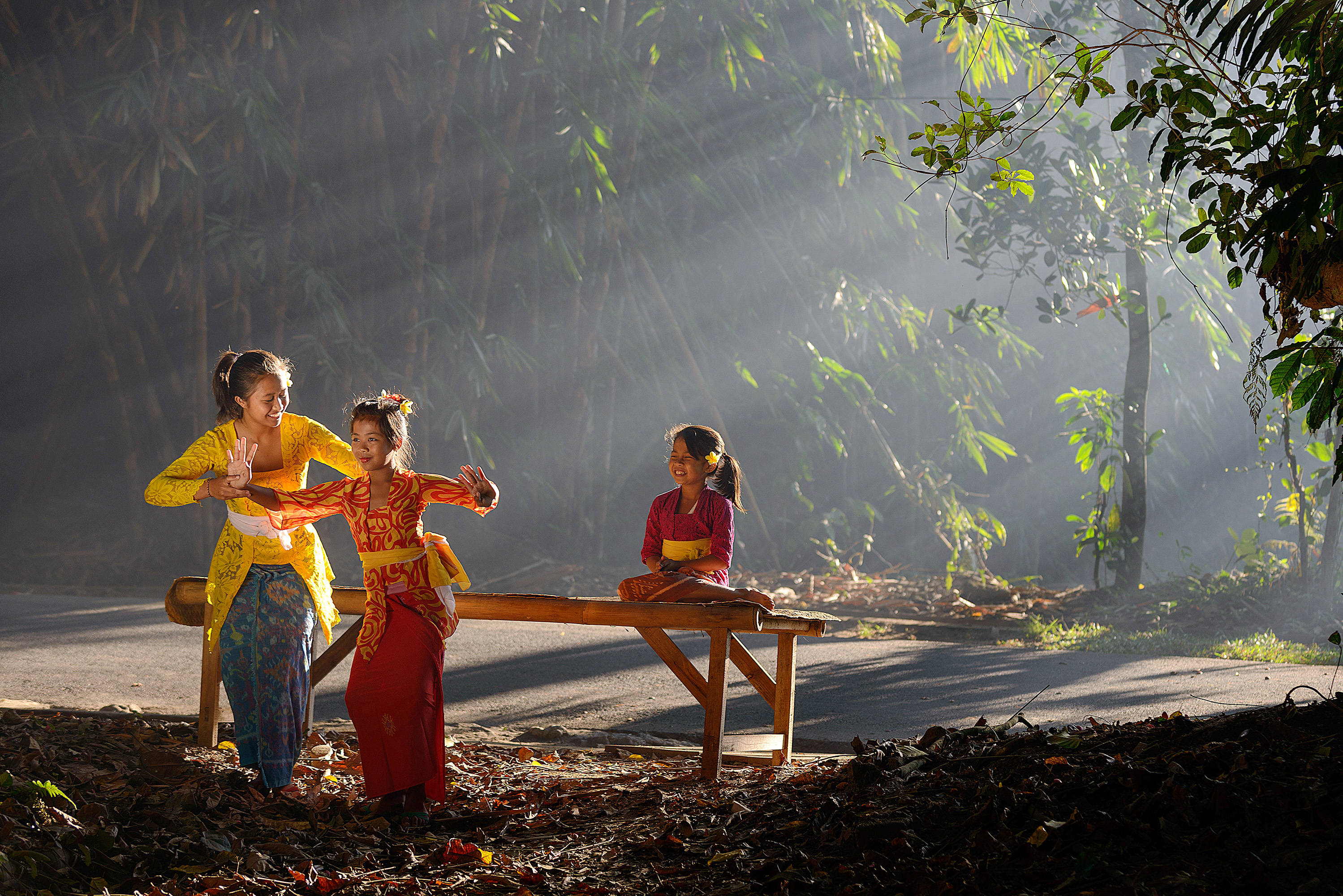
El entrenamiento oficial como bailarina de Bali se inicia con tan solo siete años.

Los bailarines de Bali aprenden el oficio desde niños. Se les enseña a bailar con sus manos antes de que puedan caminar. El entrenamiento oficial como bailarina de Bali se inicia con tan solo siete años. En la danza balinesa el movimiento está estrechamente relacionado con los ritmos producidos por el gamelán, un conjunto musical que se encuentran especialmente en las islas de Java y Bali. Múltiples niveles de articulaciones en la cara, los ojos, las manos, los brazos, las caderas y los pies se coordinan para reflejar las diferentes capas de sonidos de percusión. La posición básica del cuerpo, el agem, conlleva una asimetría producida por la inclinación del eje vertical corporal, alternándose a derecha o izquierda a lo largo de las secciones de una misma danza. Durante el agem hacia la derecha (agem kanan), el peso del cuerpo recae sobre la pierna derecha, estando la izquierda colocada en ángulo de 45 grados respecto a aquella y ligeramente avanzada. Los brazos, para los papeles femeninos y los masculinos de carácter "refinado” estarían flexionados formando ángulos de 90 grados, con las muñecas más bajas que los codos, y las manos flexionadas hacia atrás. En el caso de los papeles masculinos, especialmente los de carácter “rudo”, se presenta más apertura tanto entre los brazos y el torso como entre las piernas.
El número de posiciones codificadas de mano y gestos, los mudras, son mayor en la India que en Java o Bali. Se ha especulado que se les ha olvidado que la danza se transmitió desde la India a Java. Las posiciones de las manos y los gestos son, sin embargo, tan importante en la danza javanesa y balinesa como en la India. Ya sea en la India, Indonesia o Camboya, las manos tienen un papel típicamente ornamental y enfatizan la delicada complejidad del baile.

## Galería de imágenes

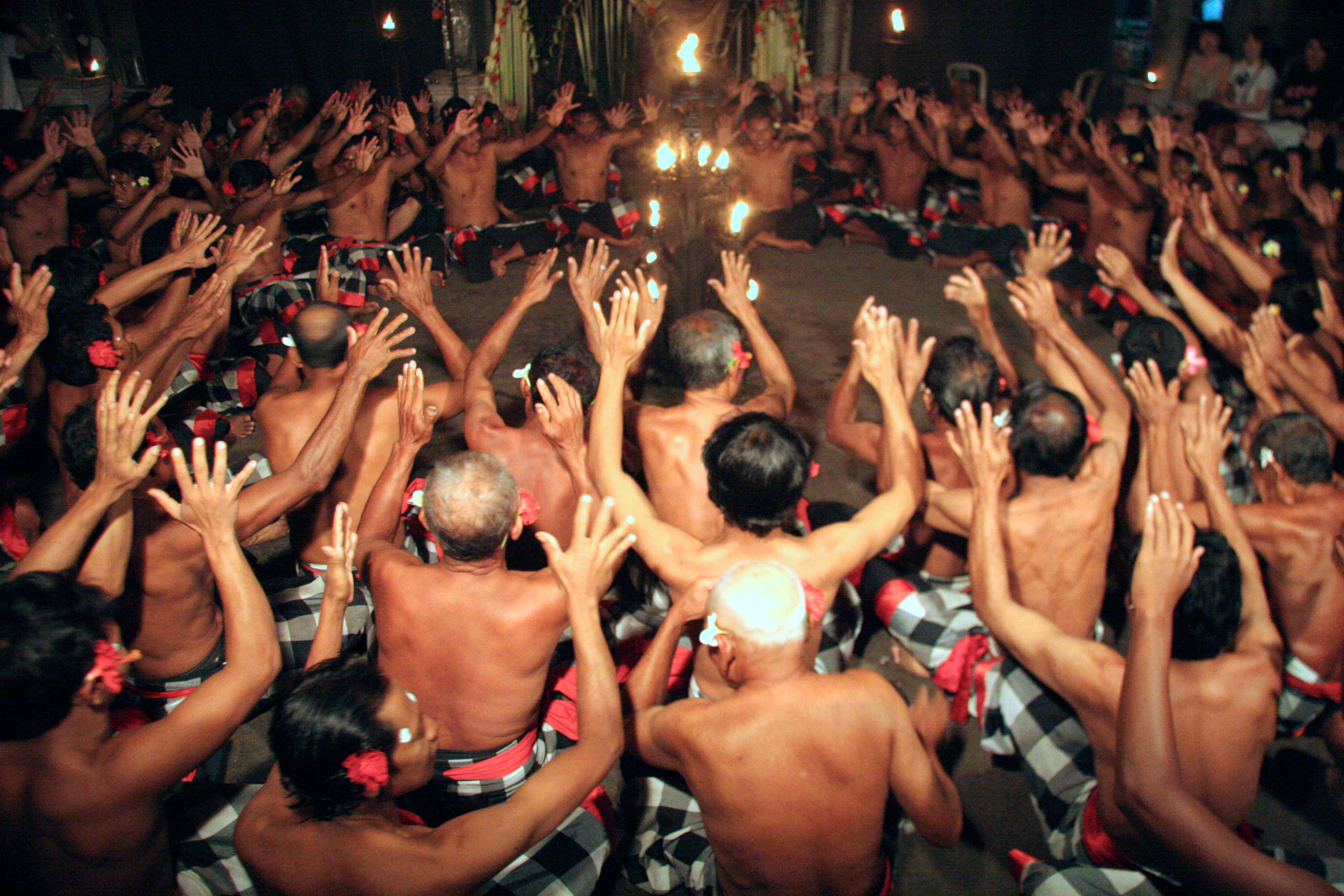
Danza Kecak realizada por muchos bailarines masculinos.
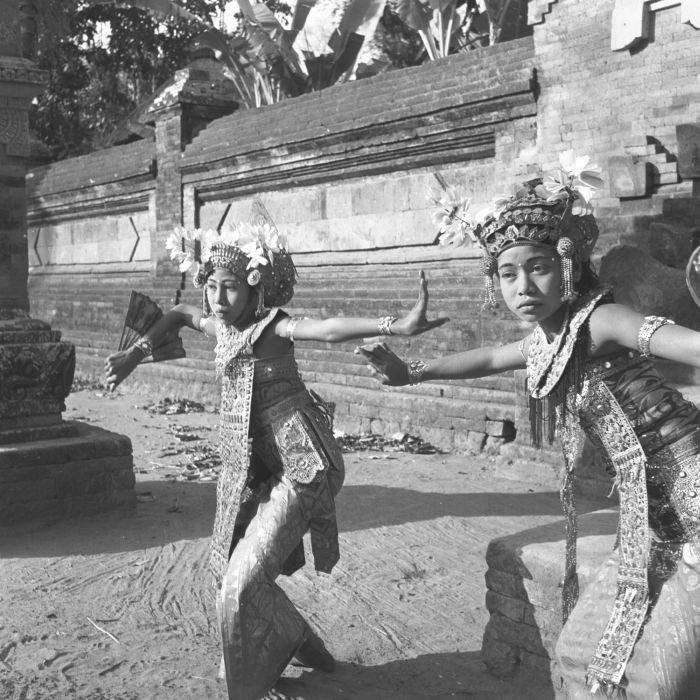
Dos bailarines legong en Bali. 1953.
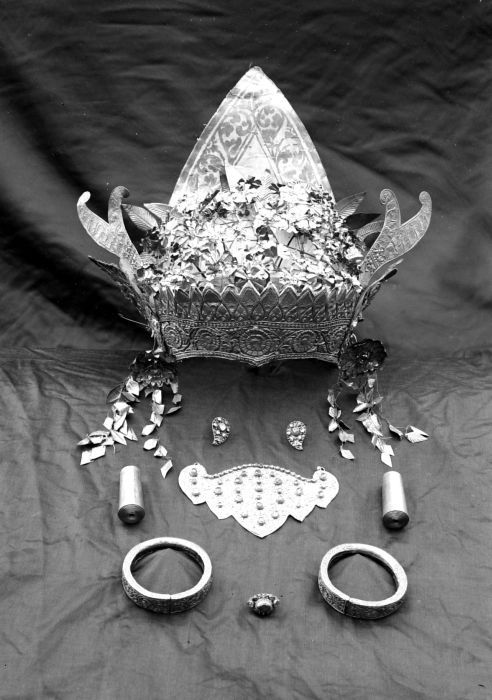
Adornos utilizadas en las danzas balinesas.
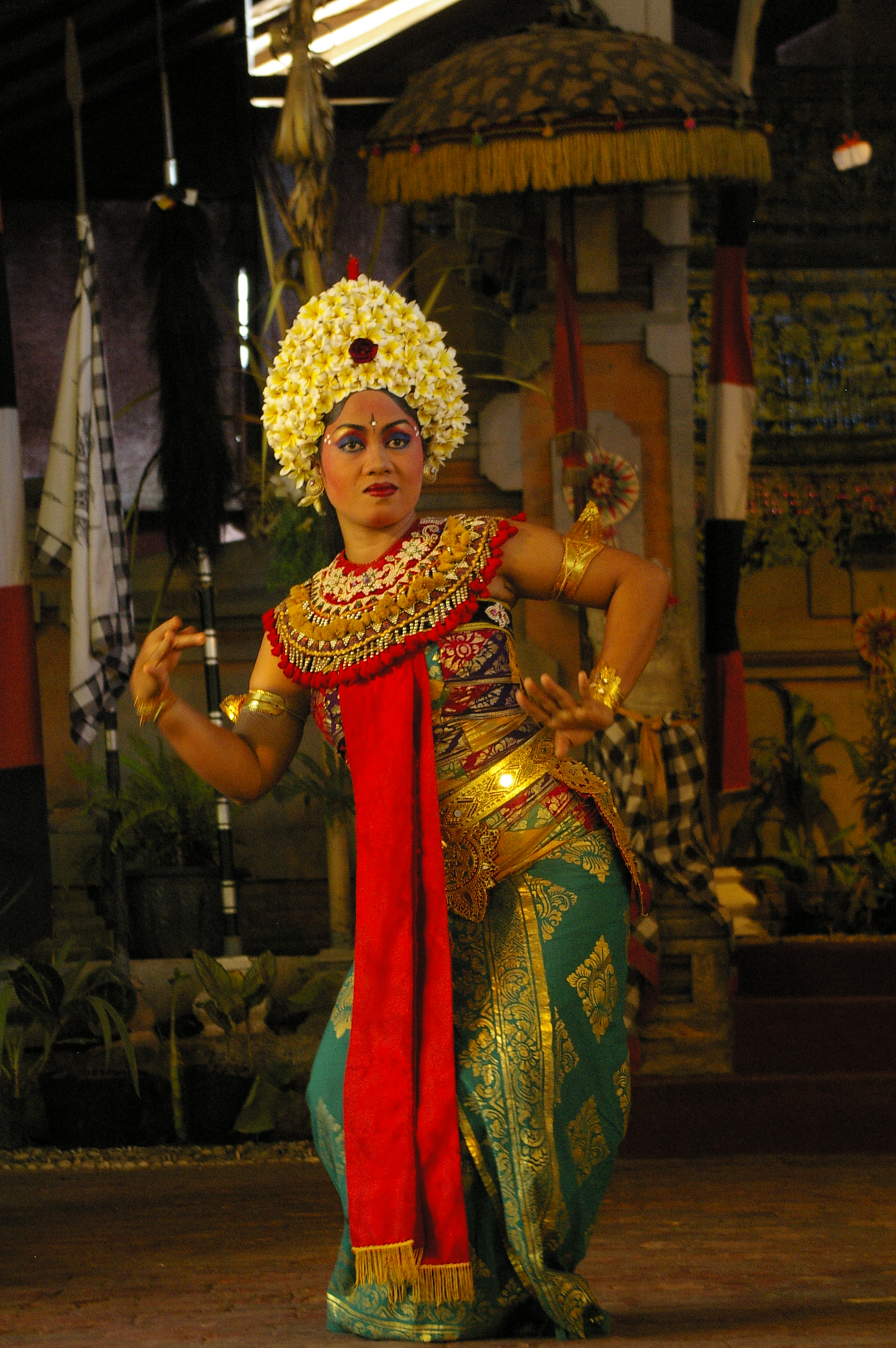
Balinese Folklore dance.